# Genecerus bozasi
Genecerus bozasi is een keversoort uit de familie withaarkevers (Dascillidae). De wetenschappelijke naam van de soort is voor het eerst geldig gepubliceerd in 1908 door Bourgeois.